# Moschea Jamkaran
La Moschea Jamkaran (in persiano: مسجد جمکران , Masjed-e Jamkarân) è una moschea situata a Jamkaran un villaggio alla periferia della città di Qom, in Iran.
La Fontana Jamkaran e la moschea ad essa associata sono uno dei più grandi siti di pellegrinaggio sciita in Iran. 

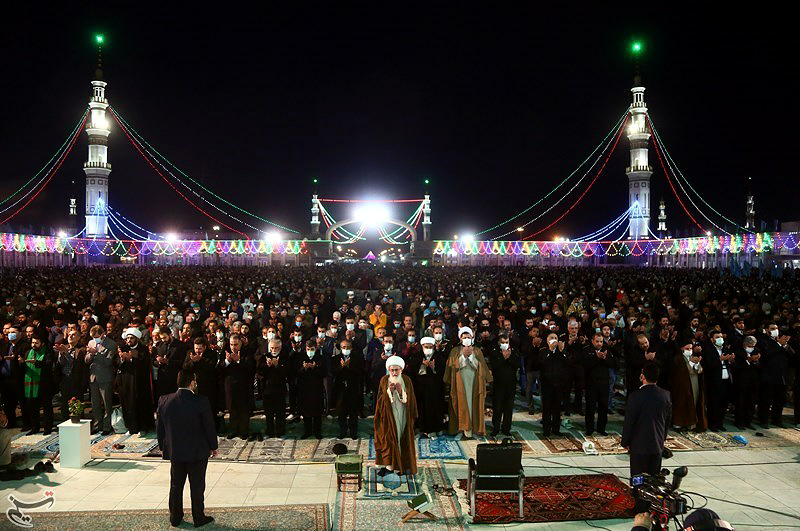

La costruzione e lo sviluppo della Moschea Jamkaran sono legati ad una leggenda, secondo cui nel luogo odierno dove è eretta la moschea 
c'era un pozzo dove secondo la tradizione islamica apparve il 12º Imam chiamato Mahdi allo sceicco Hassan ibn Muthlih Jamkarani all'incirca nell'anno 994 d.C. Dopo apparizione lo sceicco ordinò di costruire una moschea intorno al pozzo.

## Galleria d'immagini

Jamkaran Mosque, Qom
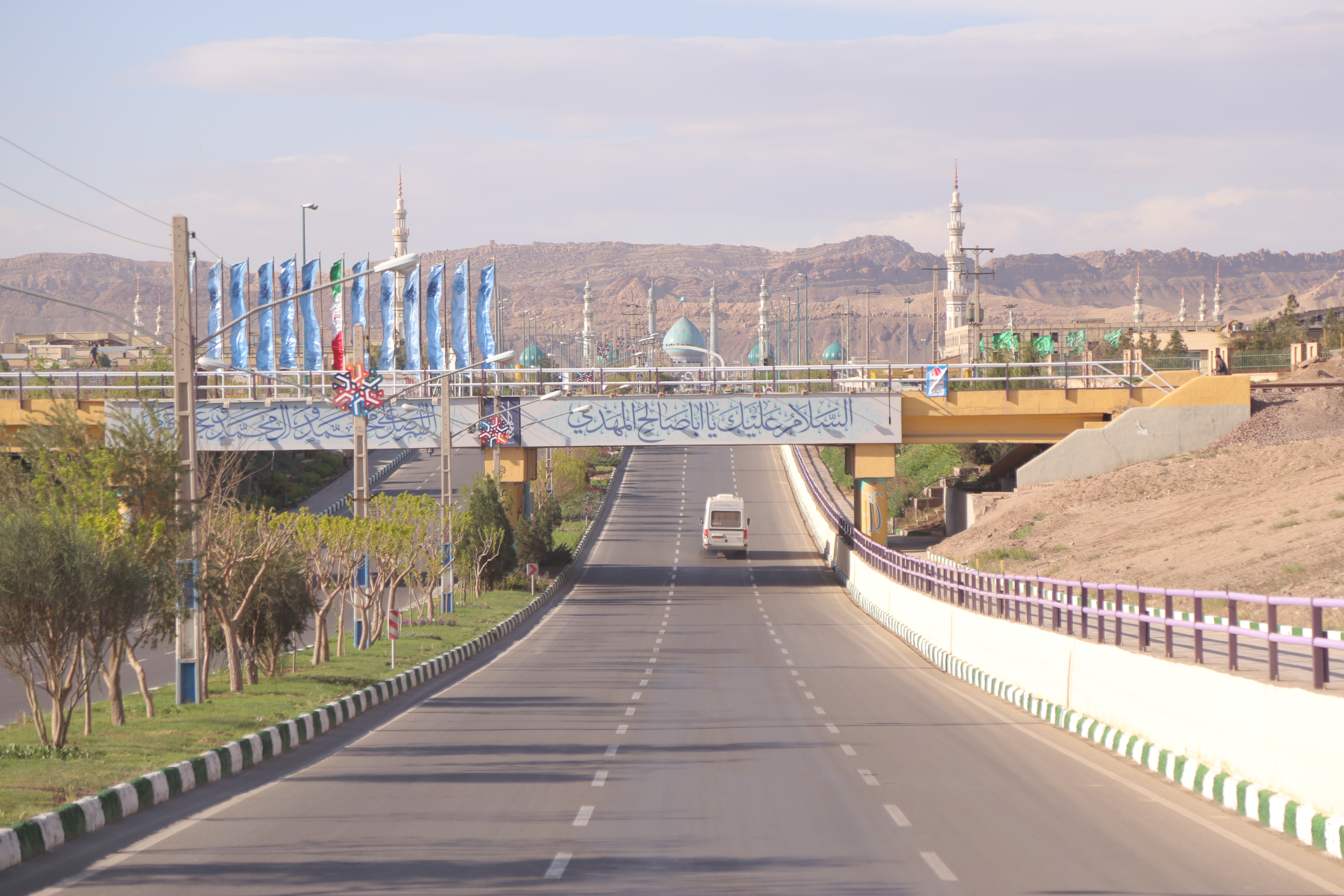
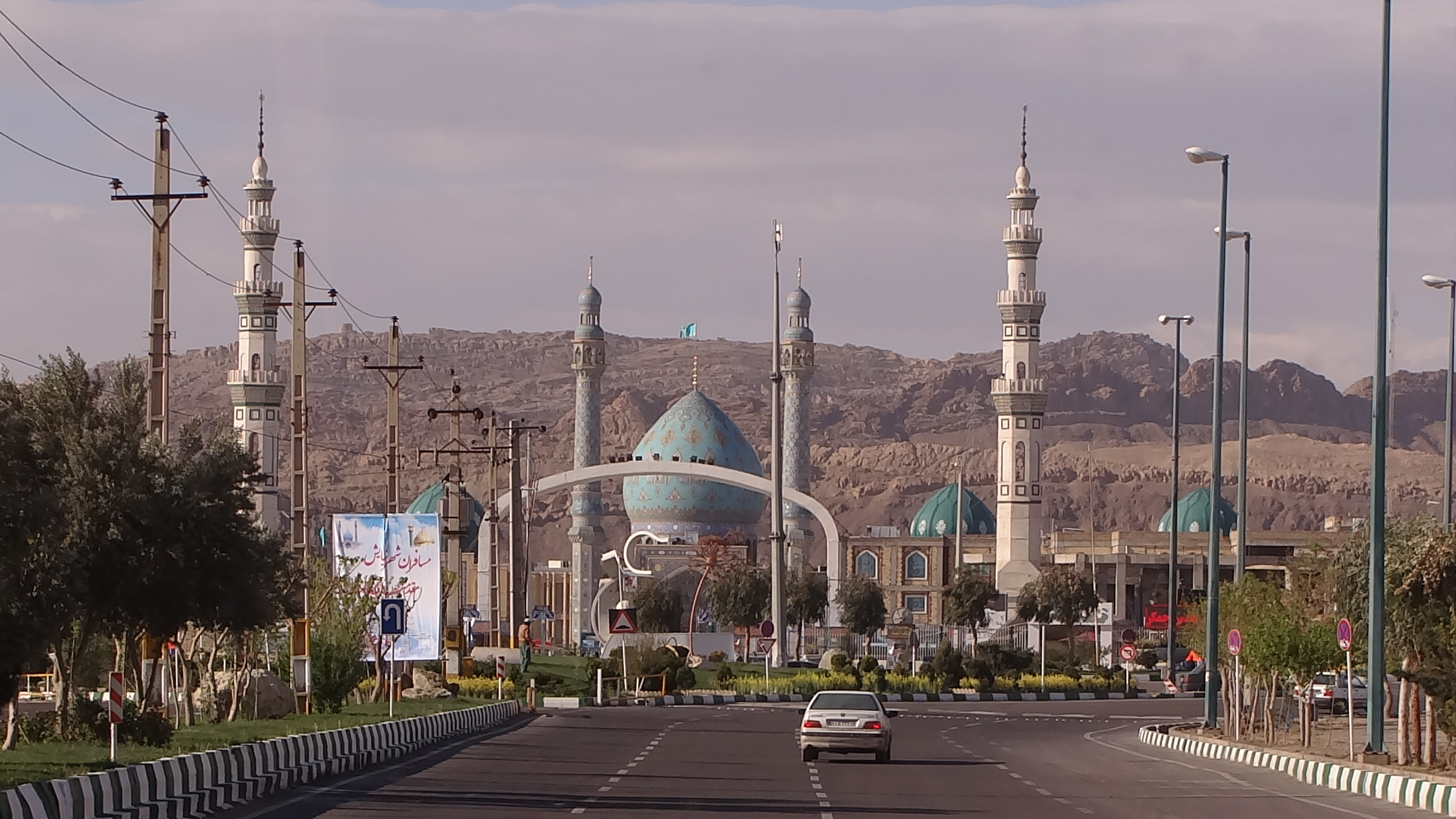
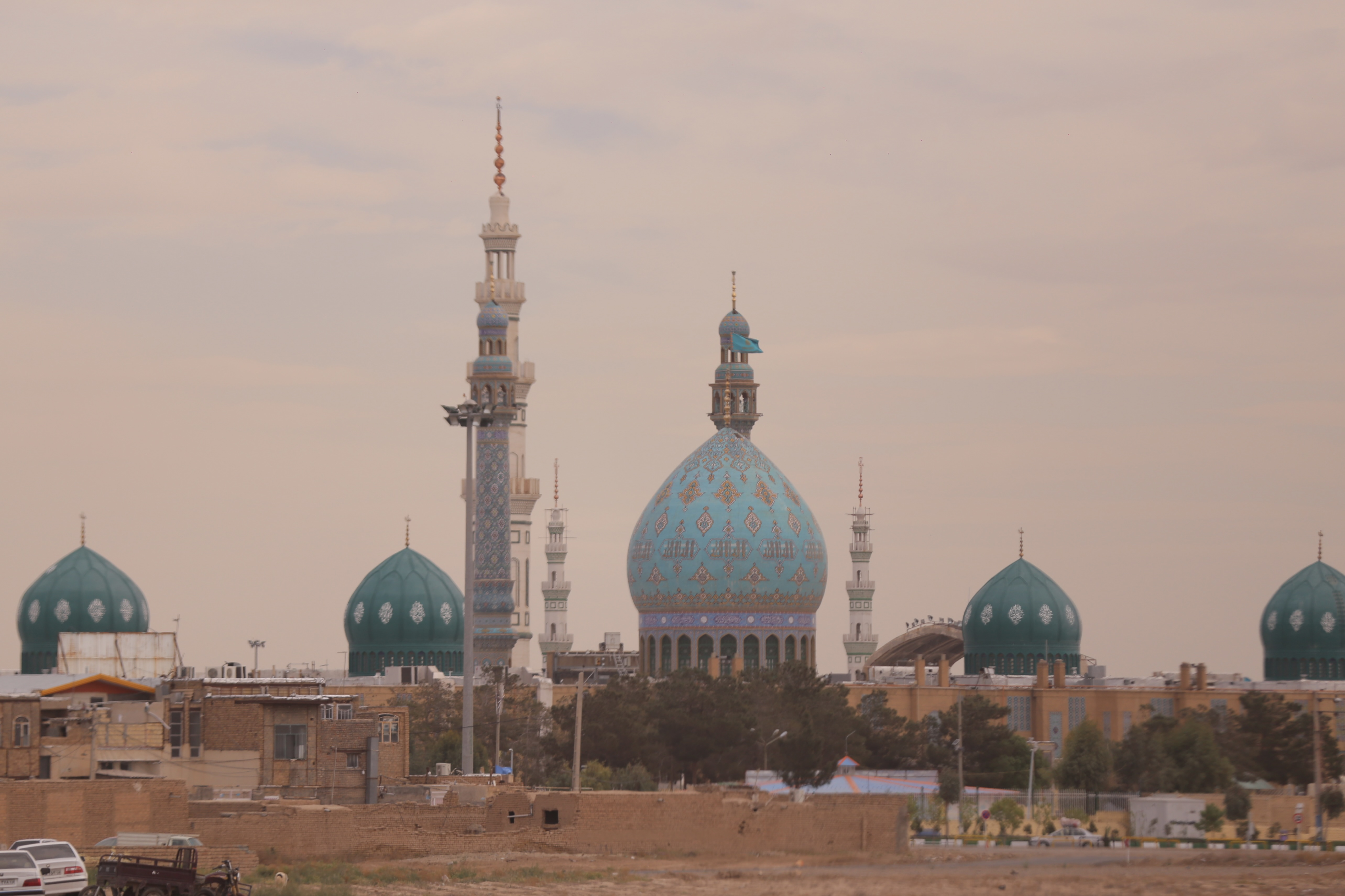
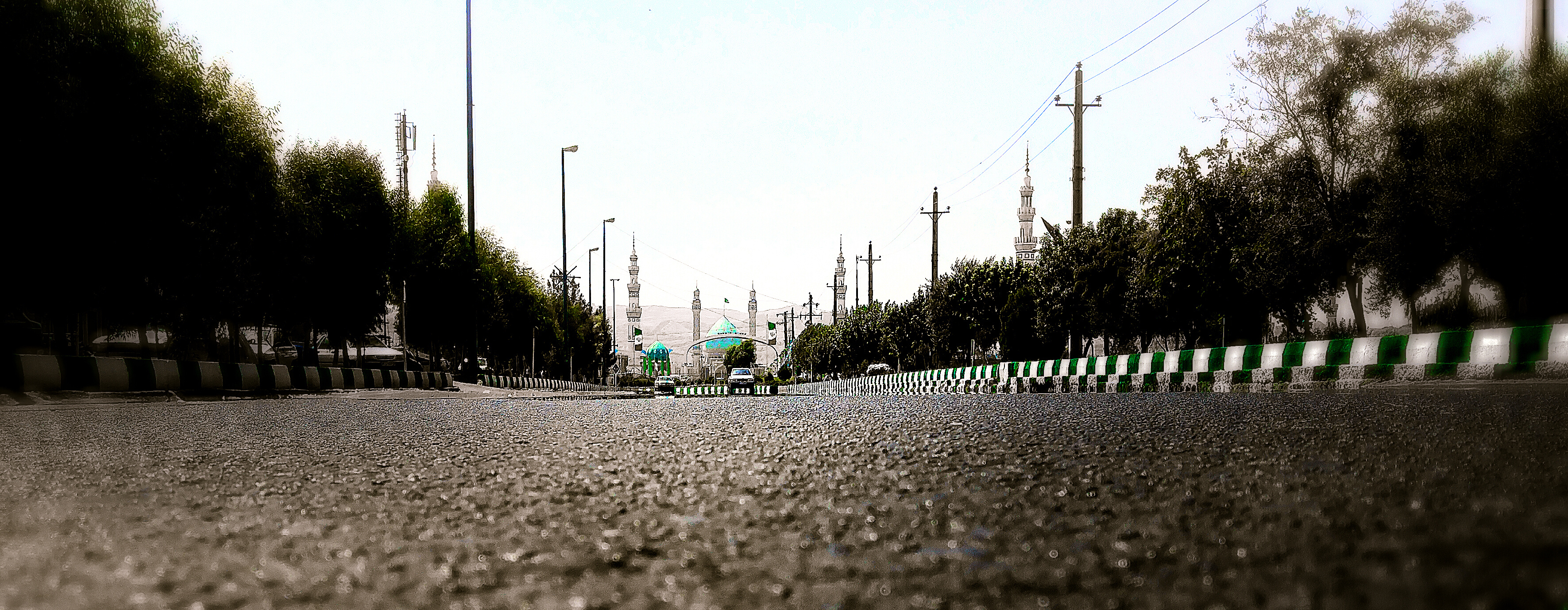
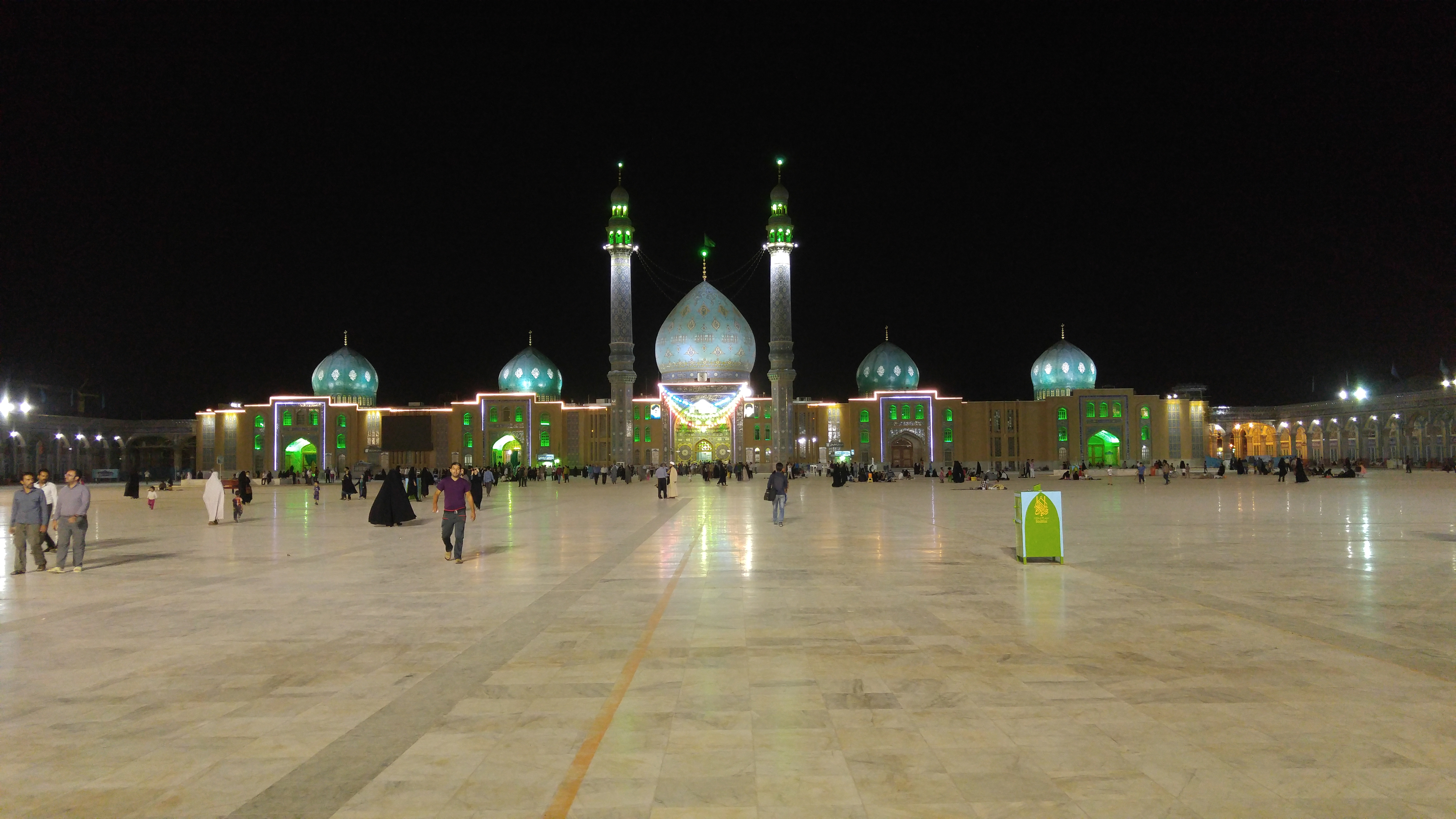
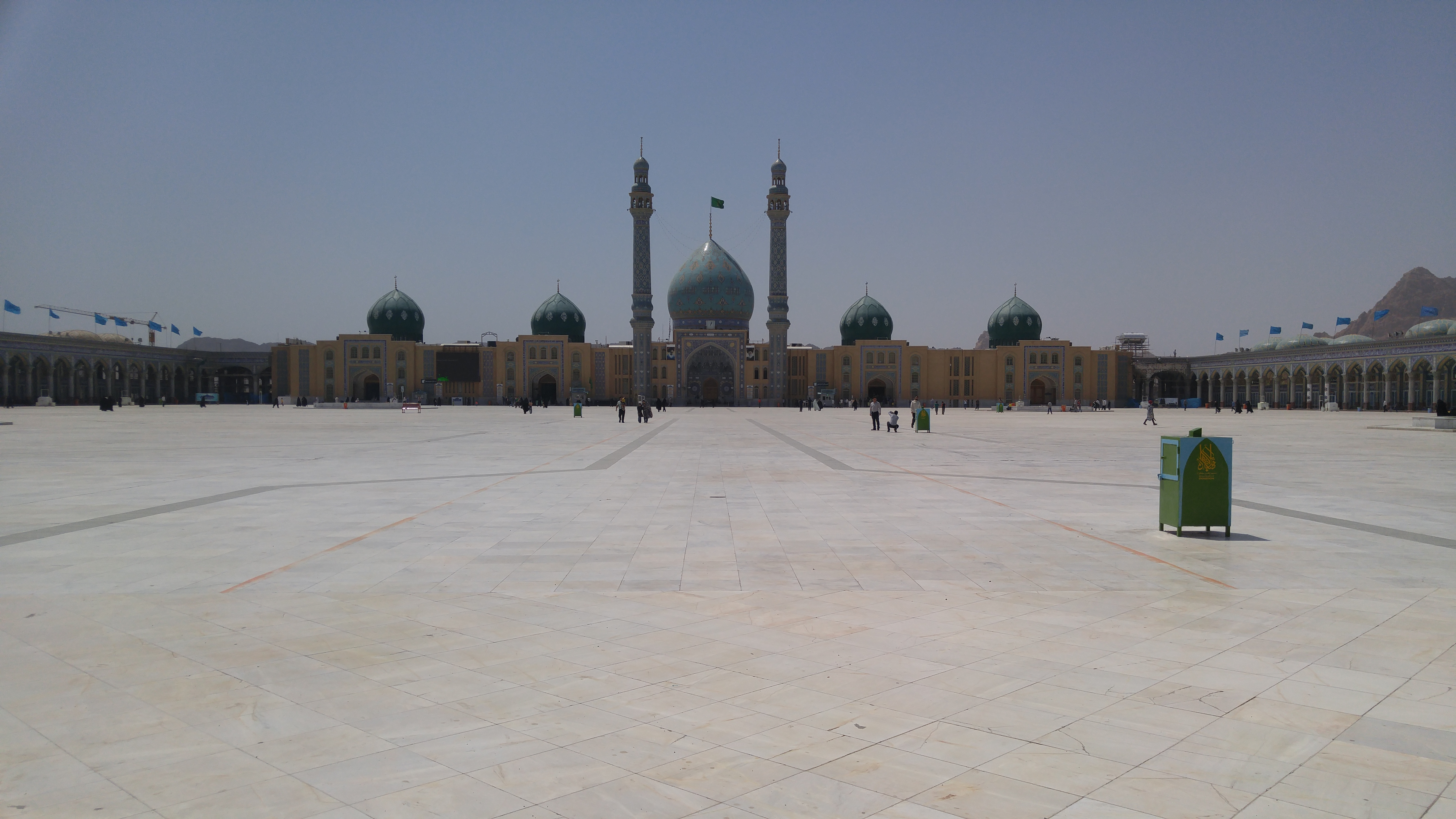
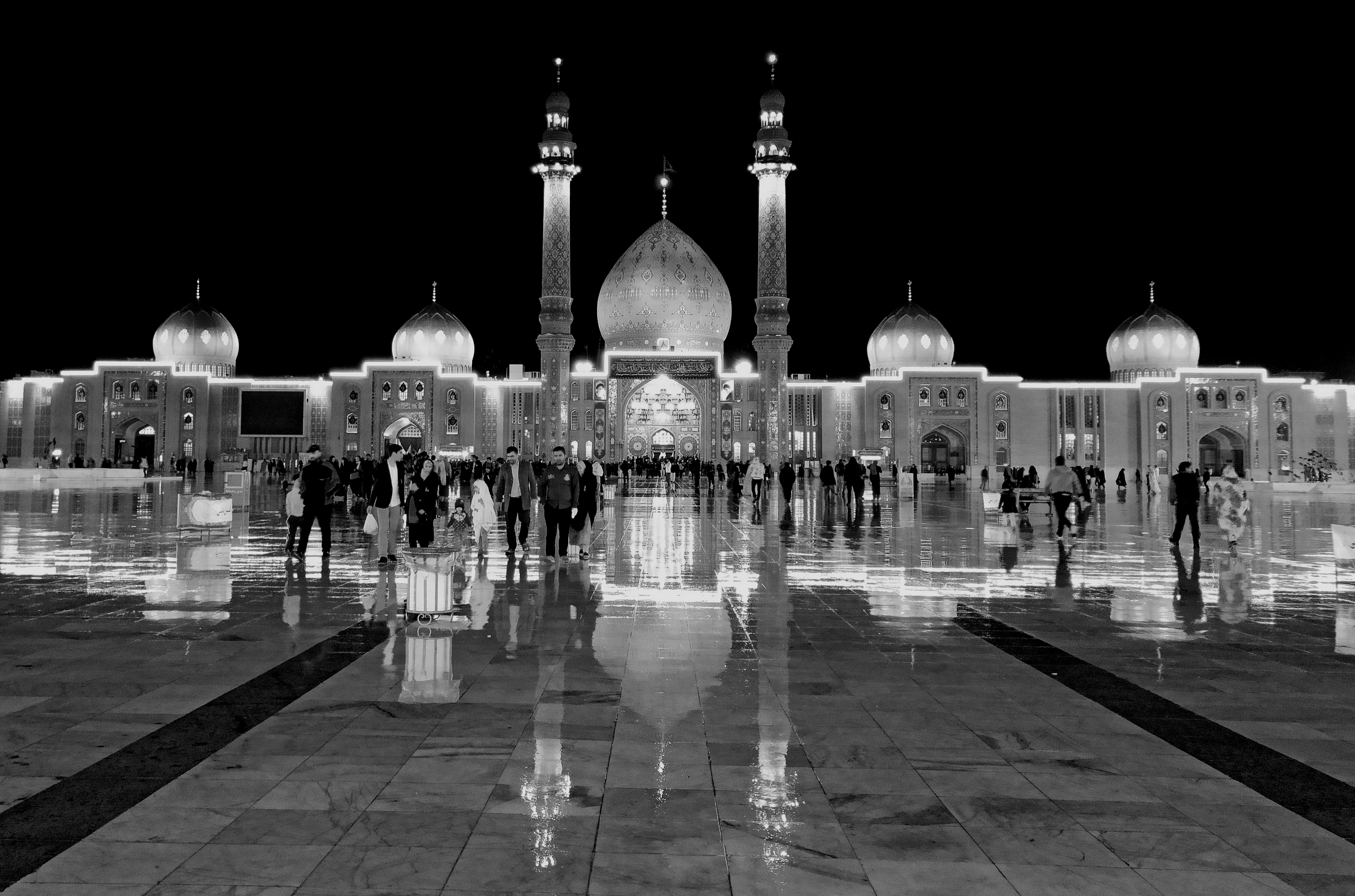
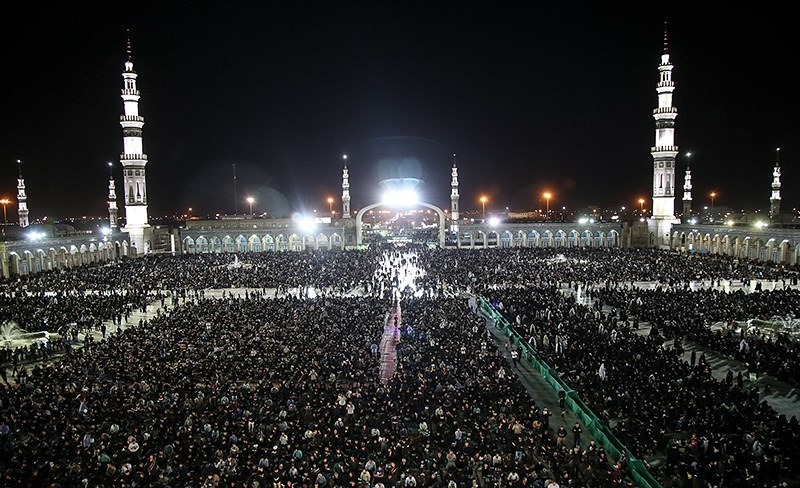
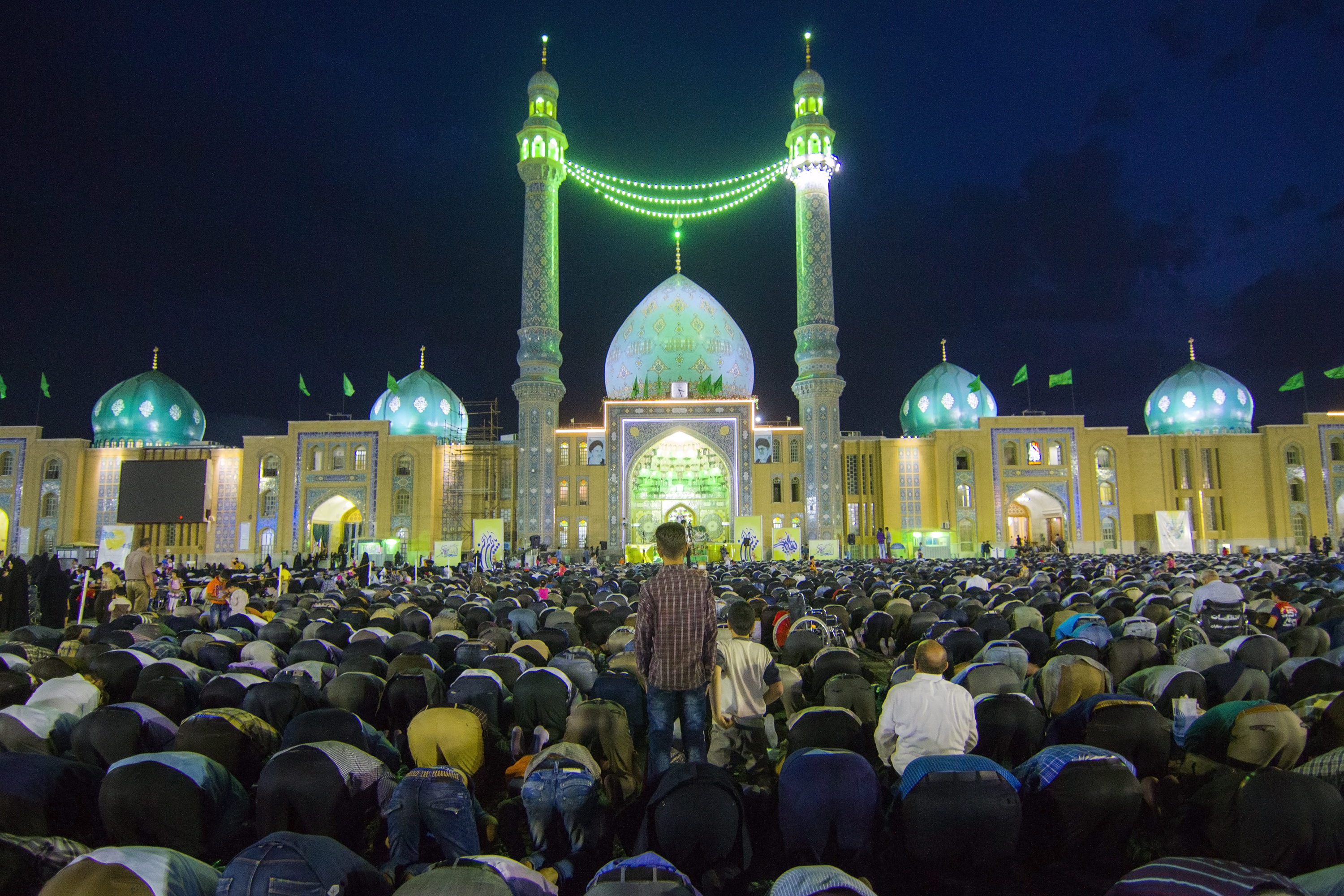
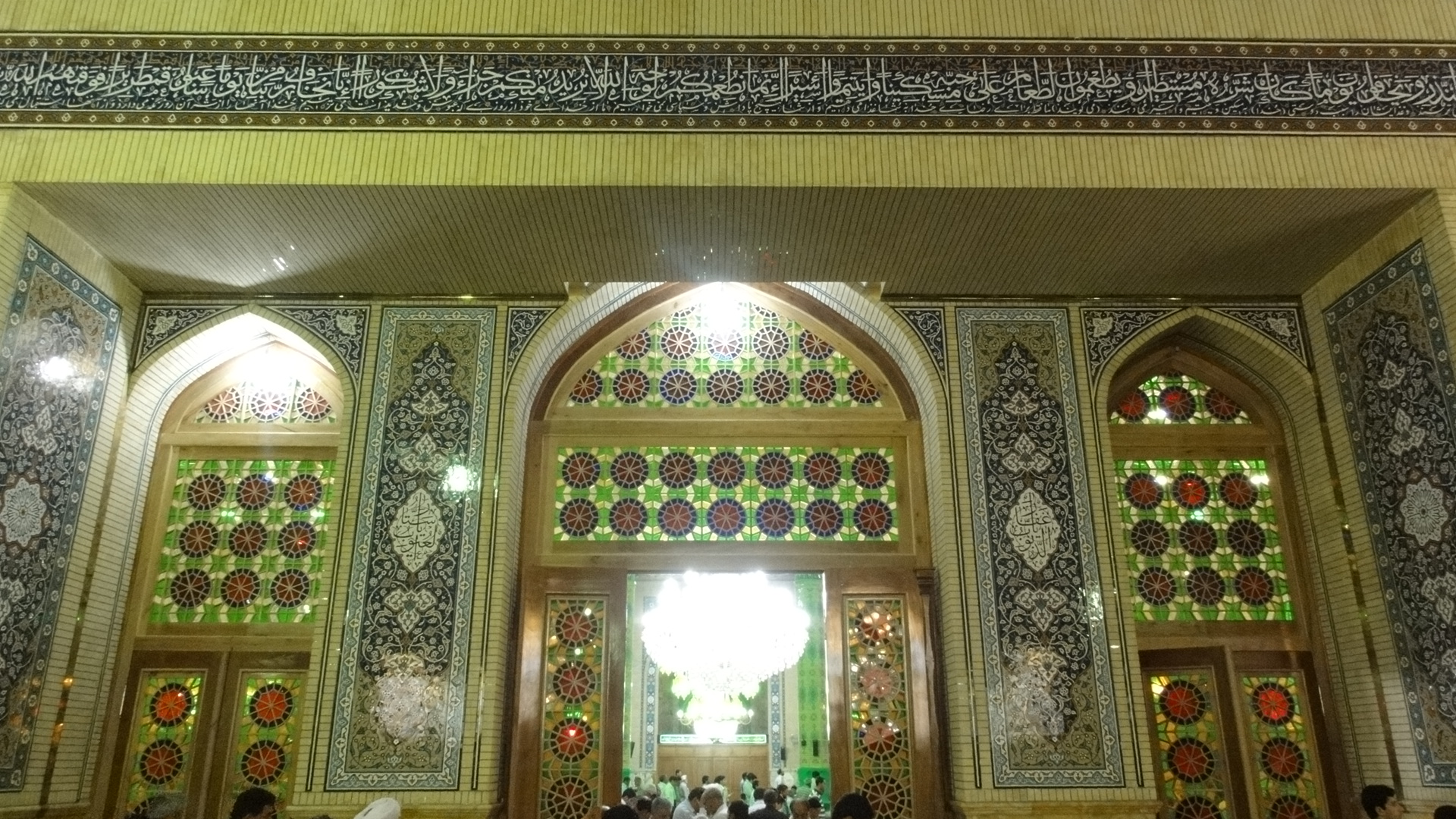
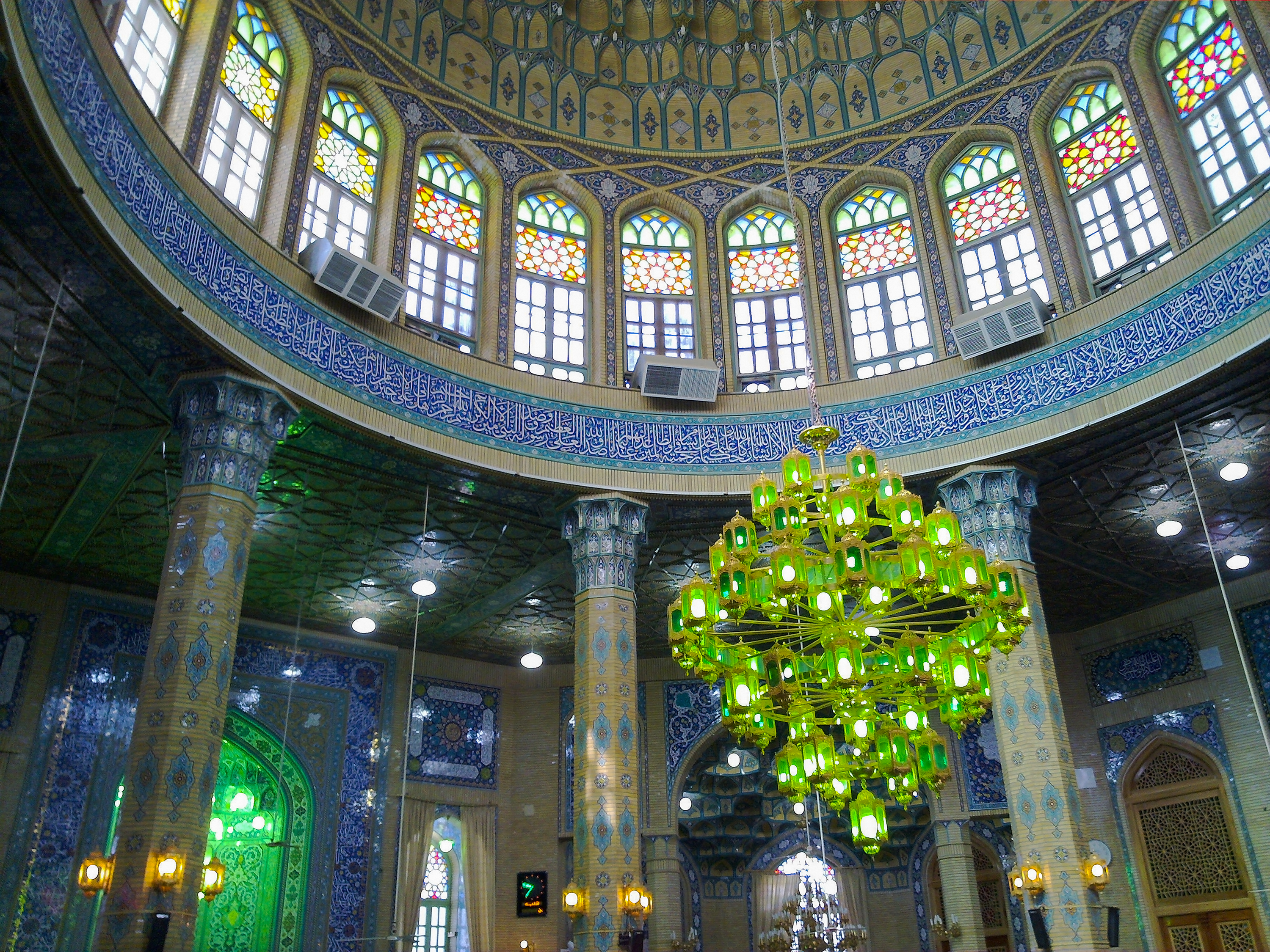
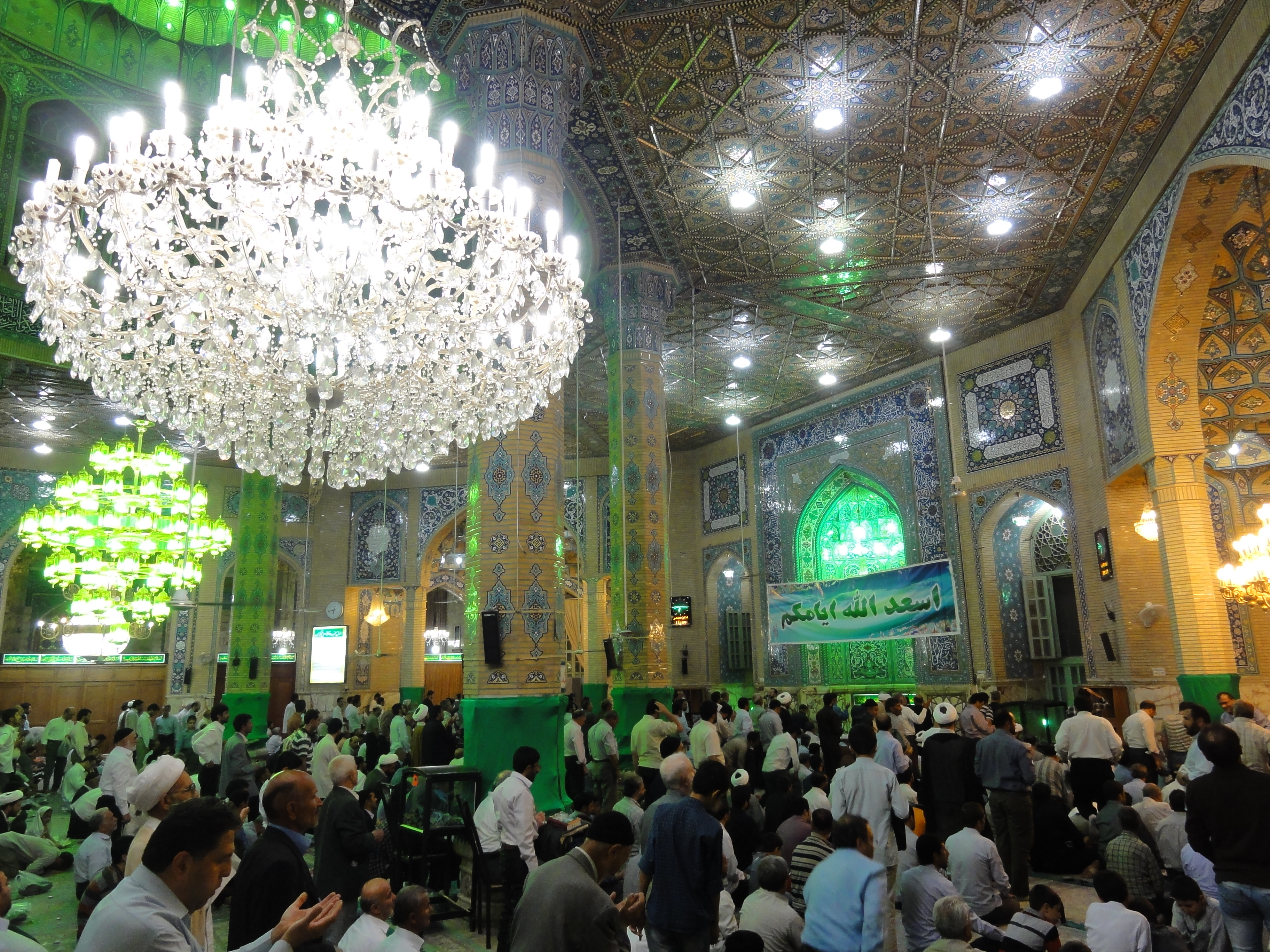